# Batos III
Batos III (en llatí Battus, en grec antic Βάττος), anomenat "El coix" (Χωλός), fou rei de Cirene. Era fill i successor d'Arcesilau II el cruel, després d'un breu regnat de Learcos l'usurpador. Va ser proclamat rei potser l'any 550 aC, segons uns, o el 544 aC, segons altres. Va regnar fins al 530 aC o el 529 aC.
Durant el seu regnat, Batos va veure la debilitat de la Cirenaica, motivada per les sedicions internes i pel perill de les incursions de libis i egipcis, i potser també angoixat per la seva pròpia ineficiència, va enviar emissaris a l'oracle de Delfos, que els va aconsellar que enviessin a buscar a Demonax de Mantinea per establir una nova constitució. Demonax va haver de fer front a les reivindicacions contradictòries dels colons inicials amb els colons nouvinguts, i a una equitativa distribució del poder entre el sobirà i la comunitat. Per superar el primer punt, va fer una distribució per tribus totalment nova, però va haver de fer algunes concessions pel que fa als periecs (Περίοικοι), donant una supremacia als pobladors més antics.
Va reduir també el poder reial deixant al rei com una figura representativa, amb funcions religioses però conservant els seus dominis privats, amb el privilegi, segons Heròdot, de presidir sempre el consell o senat. El poder polític que estava limitat als descendents dels colons originals, va ser ampliat a la resta del poble grec amb la nova divisió en tres tribus: una amb els habitants de Tera i els periecs, una altra amb els peloponesis i els cretencs, i una tercera amb tots els illencs. La constitució tenia similituds amb la d'Esparta i se sap que van existir uns èfors (una espècie de jutges) i una policia de 300 homes armats (similars als hippeis, o genets que podien pagar-se un cavall i l'equip necessari per a la guerra, que hi havia a Esparta).
A la mort de Batos potser l'any 530 aC el va succeir el seu fill Arcesilau III.